# Shuicheng Lu
Shuicheng Lu (chiń. 水城路站) – stacja początkowa metra w Szanghaju, na linii 10. Zlokalizowana jest pomiędzy stacjami Yili Lu i Longxi Lu. Została otwarta 10 kwietnia 2010.